# Ernest Bueding
Ernest Bueding (Frankfurt am Main, 19 de agosto de 1910 – Baltimore, 18 de abril de 1986) foi um parasitologista, farmacologista, bioquímico e pesquisador do câncer estadunidense.
Foi a partir de 1954 diretor de farmacologia na Escola de Medicina da Universidade do Estado da Luisiana em Nova Orleães e a partir de 1960 professor da Universidade Johns Hopkins.
Bueding desenvolveu medicamentos contra doenças tropicais causadas por vermes, como ancylostomatidae e esquistossomose. Também investigou o uso de uma dessas drogas contra esquistossomose (oltipraz) como preventivo do câncer.
Em 1979 foi eleito membro da Academia de Artes e Ciências dos Estados Unidos. Recebeu em 1985 o Prêmio Paul Ehrlich e Ludwig Darmstaedter.
Era amigo de Albert Schweitzer, desde que o conheceu no Instituto Pasteur em Paris na década de 1930 e correspondia-se com ele (doou sua coleção de documentos de Albert Schweitzer para a biblioteca da Universidade Johns Hopkins).